# Tablice rejestracyjne w Niemieckiej Republice Demokratycznej

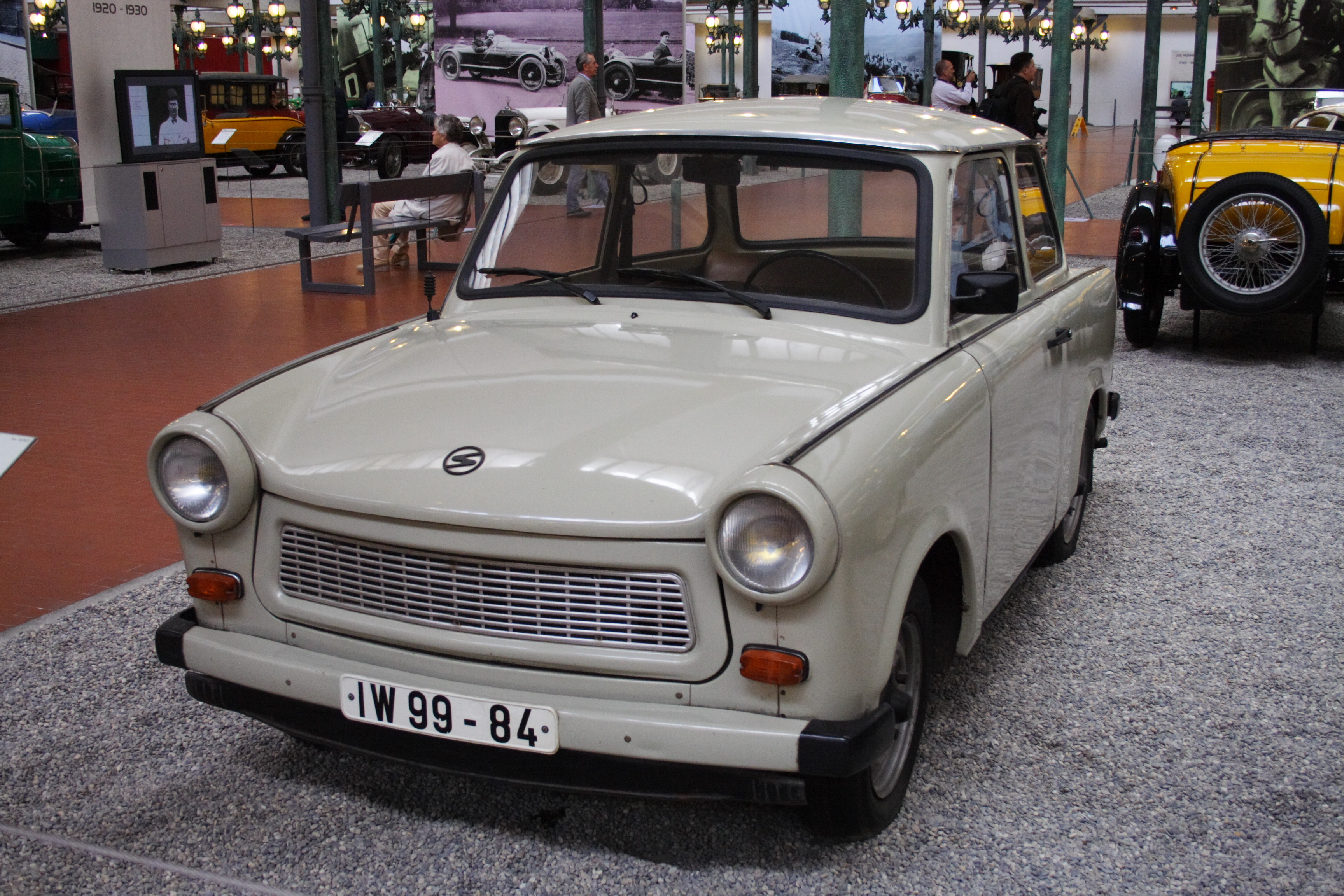
Trabant 601 na NRD-owskiej rejestracji.

Tablice rejestracyjne w Niemieckiej Republice Demokratycznej – W NRD rejestrowane były wszystkie pojazdy silnikowe powyżej 50 cm³ pojemności. Tablice rejestracyjne miały ogólną formę XX 00 – 00, charakteryzowały się czarnym pismem (DIN 1451) na białej tablicy. Ze wzrostem liczby pojazdów od października 1974 wprowadzono dodatkową formę XXX 0 – 00. Pierwsza litera znaku rozpoznawczego (znacznik) oznaczała obszar, w którym został zarejestrowany pojazd. Niektóre obszary miały przy tym dwie możliwe litery, jako znak rozpoznawczy.
Znaczniki tablic w latach 1953–1990:
| A      | Okręg Rostock                                                   |
| B      | Okręg Schwerin                                                  |
| C      | Okręg Neubrandenburg                                            |
| D, P   | Okręg Poczdam                                                   |
| E      | Okręg Frankfurt (Oder)                                          |
| H, M   | Okręg Magdeburg                                                 |
| I      | Berlin Wschodni (Ost-Berlin)                                    |
| K, V   | Okręg Halle                                                     |
| L, F   | Okręg Erfurt                                                    |
| N      | Okręg Gera                                                      |
| O      | Okręg Suhl                                                      |
| R, Y   | Okręg Drezno                                                    |
| S, U   | Okręg Lipsk                                                     |
| T, X   | Okręg Karl-Marx-Stadt (Chemnitz)                                |
| Z      | Okręg Chociebuż                                                 |
| GT, GS | Grenztruppen der DDR                                            |
| VA     | Nationale Volksarmee                                            |
| VP     | Volkspolizei                                                    |
| CC     | Pojazdy służbowe konsularne                                     |
| CD     | Placówki dyplomatyczne                                          |
| CY     | Pojazdy techniczne                                              |
| QA     | Zagraniczni korespondenci                                       |
| QB, QX | Przemysł, komercyjne biura                                      |
| QC     | Biura podróży, towarzystwa lotnicze, centra informacji, kultura |
| QD     | Pozostałe                                                       |

Litery G, J, W nie były używane.
W międzynarodowym kodzie samochodowym NRD otrzymało symbol – DDR.